# Tabanus speciosus
Tabanus speciosus är en tvåvingeart som beskrevs av Ricardo 1911. Tabanus speciosus ingår i släktet Tabanus och familjen bromsar. Inga underarter finns listade i Catalogue of Life.